# Fredrik Sterner
Anders Fredrik Sterner (ur. 23 listopada 1978 w Leksand) – szwedzki snowboardzista, wicemistrz świata.

## Kariera
W zawodach Pucharu Świata zadebiutował 14 grudnia 1996 roku w Whistler, zajmując trzecie miejsce w halfpipe’ie. Tym samym już w swoim debiucie nie tylko wywalczył pierwsze pucharowe punkty, ale od razu stanął na podium. W zawodach tych wyprzedzili go jedynie jego rodak, Jonas Gunnarsson i Dan Smith z USA. Łącznie 14 razy stawał na podium zawodów tego cyklu, odnosząc przy tym siedem zwycięstw: 7 stycznia 1998  roku w Sankt Moritz, 4 marca 1998 roku w Morzine (dwukrotnie), 13 marca 1998 roku w Tandådalen, 11 grudnia 1998 roku w Whistler, 22 stycznia 2000 roku w Grächen i 19 lutego 2000 roku w Sapporo triumfował w halfpipe’ie. Najlepsze wyniki osiągnął w sezonie 1997/1998, kiedy to zajął szóste miejsce w klasyfikacji generalnej, a w klasyfikacji halfpipe’a zdobył Małą Kryształową Kulę. Ponadto w sezonach 1998/1999 i 1999/2000 zajmował trzecie miejsce w klasyfikacji halfpipe’a.
Podczas mistrzostw świata w Berchtesgaden w 1999 roku wywalczył srebrny medal w halfpipe’ie. Rozdzielił tam na podium Ricky'ego Bowera z USA i Timo Aho z Finlandii. Startował też na mistrzostwach świata w San Candido (1997) i mistrzostwach świata w Madonna di Campiglio (2001), jednak zajmował odległe pozycje. Brał też udział w igrzyskach olimpijskich w Nagano, gdzie zajął 23. miejsce w halfpipe’ie.
W 2001 r. zakończył karierę.
Jego brat, Magnus, także był snowboardzistą.

## Osiągnięcia

### Igrzyska olimpijskie
| Miejsce | Dzień     | Rok  | Miejscowość | Konkurencja | Zwycięzca   |
| ------- | --------- | ---- | ----------- | ----------- | ----------- |
| 23.     | 12 lutego | 1998 | Nagano      | Halfpipe    | Gian Simmen |

### Mistrzostwa świata
| Miejsce | Dzień       | Rok  | Miejscowość          | Konkurencja    | Zwycięzca           |
| ------- | ----------- | ---- | -------------------- | -------------- | ------------------- |
| 29.     | 24 stycznia | 1997 | San Candido          | Halfpipe       | Fabien Rohrer       |
| 2.      | 16 stycznia | 1999 | Berchtesgaden        | Halfpipe       | Ricky Bower         |
| 32.     | 27 stycznia | 2001 | Madonna di Campiglio | Halfpipe       | Kim Christiansen    |
| 29.     | 28 stycznia | 2001 | Madonna di Campiglio | Snowboardcross | Guillaume Nantermod |

### Puchar Świata

#### Miejsca w klasyfikacji generalnej
- sezon 1996/1997: 43.
- sezon 1997/1998: 6.
- sezon 1998/1999: 14.
- sezon 1999/2000: 23.
- sezon 2000/2001: 48.

#### Miejsca na podium
1. Whistler – 14 grudnia 1996 (halfpipe) - 3. miejsce
2. Mount Bachelor – 8 lutego 1997 (halfpipe) - 3. miejsce
3. Sankt Moritz – 7 stycznia 1998 (halfpipe) - 1. miejsce
4. San Candido – 17 stycznia 1998 (halfpipe) - 3. miejsce
5. Morzine – 4 marca 1998 (halfpipe) - 1. miejsce
6. Morzine – 4 marca 1998 (halfpipe) - 1. miejsce
7. Tandådalen – 13 marca 1998 (halfpipe) - 1. miejsce
8. Tandådalen – 23 listopada 1998 (halfpipe) - 2. miejsce
9. Whistler – 11 grudnia 1998 (halfpipe) - 1. miejsce
10. Morzine – 7 stycznia 1999 (halfpipe) - 2. miejsce
11. Naeba – 20 lutego 1999 (halfpipe) - 3. miejsce
12. Grächen – 22 stycznia 2000 (halfpipe) - 1. miejsce
13. Sapporo – 19 lutego 2000 (halfpipe) - 1. miejsce
14. Shiga Kōgen – 27 lutego 2000 (halfpipe) - 2. miejsce